# Plebejus naruena
Plebejus naruena är en fjärilsart som beskrevs av Courvoisier 1913. Plebejus naruena ingår i släktet Plebejus och familjen juvelvingar. Inga underarter finns listade i Catalogue of Life.